# Lithobius macilentus
Espèce
Lithobius macilentus est une espèce de myriapodes chilopodes de la famille des Lithobiidae.